# 빌/비엔-베른 철도
빌/비엔-베른 철도(Biel/Bienne–Bern railway)는 스위스의 철도 노선으로 빌/비엔 시와 베른을 연결한다. 이 노선은 스위스 연방 철도(SBB)가 소유하고 장거리 서비스는 SBB가 운영하며, 지역 서비스는 BLS AG가 운영한다.

## 역사

### 베른주 철도
베른 와일러펠트와 촐리코펜 사이의 첫 번째 구간은 1857년 6월 16일 스위스 중앙 철도가 올텐까지 운행하기 시작하면서 개통되었다. 그로부터 1년도 채 되지 않아 오늘날의 베른역까지 확장되었다. 리스를 경유하여 빌/비엔까지 확장하는 노선은 촐리코펜까지 노선이 개통된 지 불과 7년 만에 교통이 개통되었다. 이 노선은 베른 주립 철도에 의해 건설되었다. 이 구간은 뇌브빌에서 빌/비엔 및 베른을 거쳐 베른까지 이어지는 베른 주립 철도의 일부였다. 랑나우. 이 개통은 베른과 빌의 역 변경과 함께 촐리코펜에서 베른까지 SCB 노선이 중복되면서 이루어졌다. 1884년, 베른 주립 철도는 쥐라-베른-루체른 철도로 흡수되었고, 차례로 서부 스위스-심플론 회사(SOS)와 합병하여 1890/91년에 쥐라-심플론 철도(JS)를 형성한다. JS가 SCB, 스위스 북동부 철도(NOB) 및 스위스 연합 철도(Vereinigte Schweizerbahnen, VSB)와 합병할 때, 1902년 스위스 연방 철도에서 빌과 베른 사이의 노선은 처음으로 단일 회사가 소유했다.

### 개발 및 전철화
이 노선은 1919년에 베른과 와일러펠트 사이의 구간에 전기를 공급하는 3단계에 걸쳐 전철화되었다. 1927년에 툰까지 노선의 SBB 전화는 촐리코펜까지의 노선도 전철화되었음을 의미했다. 빌의 나머지는 1928년 이전에 전철화되었다.
선로 복제는 1859년부터 1996년까지 여러 단계에 걸쳐 이루어졌다. SBB가 인수하기 전에는 베른-촐리코펜 및 부스빌-리스 구간(로잔-페이에른-리스-졸로투른 철도의 일부를 형성)만 복제되었다. 촐리코펜- 뮌헨부히제 구간은 1933년에 복제되었고, 나머지 간격은 1962년부터 복제되었다. 쉬펜과 주베르크 – 그로스아폴테른 사이의 마지막 2선 구간은 1996년 8월 19일에 개통되었다.
1999년 5월 말에 슈투덴에 역이 개업하였다.

### 촐리코펜-뤼티 세번째 트랙
2009년 촐리코펜과 루티 지역 사이의 세 번째 선로 건설을 위한 기공식이 거행되었다. 이전에는 빌과 올텐의 2개의 이중 선로가 촐리코펜에서 하나의 이중 선로 세트로 합쳐져 뤼티까지 이어지는 3개의 선로가 운행되었다. 베른으로. 이러한 병목 현상을 해소함으로써 한편으로는 빌 노선의 서비스가 증가하고 다른 한편으로는 툰에서 출발하는 열차에 대한 접근성이 개선되어 브리그와 츠바이지멘에서 출발하는 모든 레기오익스프레스 열차가 베른까지 운행할 수 있게 되었다. 이러한 맥락에서, 베른의 모든 트랙은 툰까지의 노선으로 연결된다.
2011년 12월 시간표 변경으로 BLS는 촐리코펜과 뤼티사이의 세 번째 트랙이 개통된 결과 베른과 뮌헨부히제 사이의 S-반 서비스를 매 4분의 1 운행하도록 업그레이드했다. 동시에 SBB는 뮌헨부히제의 레기오익스프레스 정류장을 폐지했다.

## 철도 서비스

### 레기오익스프레스
빌-베른선에서 레기오익스프레스 서비스는 30분마다 운행되며 주로 Re 460 기관차로 운반되는 슈타들러 KISS 세트 또는 IC2000 더블데크 세트로 운영된다. 여행은 리스에서 정차하여 25분이 소요된다. 레기오익스프레스는 SBB에서 운영한다. 한 시간에 한 열차는 SBB에서 상업적으로 운영하고 다른 열차는 주에서 보조금을 받는다. 과거에는 인터레기오 서비스로 운행되던 열차가 운행 시간이 1시간 미만이어서 레기오익스프레스 서비스로 재분류됐다.

### 지방 운행편
30분마다 운행되는 베른 S-반 노선 S3 서비스는 10분 더 오래(35분) 운행되며, 빌에서 베른까지 그리고 계속해서 귀르베 계곡을 거쳐 벨프까지 운행된다. 피크타임에는 벨프에서 뮌헨부히제까지의 S31 서비스가 쉬펜과 리스에서 정차하는 빌까지 연장된다. S-반 서비스는 BLS에서 운영한다.